# Rolf Lie
Rolf Lie (Bergen, 20 de maio de 1889 — Tønsberg, 18 de junho de 1959) foi um ginasta norueguês que competiu em provas de ginástica artística pela nação.
Lie é o detentor de uma medalha olímpica, conquistada na edição de 1912, nos Jogos de Estocolmo. Na ocasião, foi o medalhista de ouro da prova coletiva de sistema livre ao lado de seus 23 companheiros de equipe (incluído seu irmão, Alf), quando superou as nações da Finlândia e Dinamarca, prata e bronze respectivamente.